# Riu Bicaz
El Bicaz (en hongarès: Békás-patak) és un afluent dret del riu Bistrița a Romania. La seva font es troba a les muntanyes de Hășmaș. El seu curs més elevat, aigües amunt del Llac Roig (Lacul Roșu), també s’anomena Vereșchiu. Altres afluents de Lacul Roșu són Pârâul Oii (Oaia), Licoș i Suhard. Descarrega a la Bistrița a la ciutat de Bicaz. La seva longitud és de 39 km i la seva mida de conca és de 566 km².
Els principals afluents del riu són:
- Afluents de la riba esquerra: Licoș, Suhard, Cupaș, Lapoș, Șugău, Țepeșeni, Capra (o Pârâul Jidanului), Chișirig, Pârâul Izvorului, Neagra, Tașca, Hamzoaia
- Afluents de la riba dreta: Pârâul Oii, Bicăjel, Bardoș, Surduc, Dămuc, Ticoș, Floarea, Secu

El Congost de Bicaz forma part del parc nacional Cheile Bicazului-Hășmaș.